# Khe Ang
Khe Ang (tên khác: Suối Sao) là một con sông đổ ra Sông Hiếu. Sông có chiều dài 27 km và diện tích lưu vực là 90 km². Khe Ang chảy qua các tỉnh Nghệ An, Thanh Hoá.
Ngày 6 tháng 9 năm 2014, cầu Khe Ang được khánh thành và chính thức thông xe, trên tỉnh lộ 531, thuộc xã Nghĩa Hồng, huyện Nghĩa Đàn. Cầu Khe Ang được thiết kế vĩnh cửu bằng bê tông cốt thép, bố trí 3 nhịp (3x24 mét), chiều dài cầu tính đến đuôi mố là 81 mét, bề rộng cầu 9 mét. Cầu có tổng mức đầu tư 28 tỉ đồng. Dự án do Sở Giao thông Vận tải Nghệ An làm chủ đầu tư, khởi công vào ngày 22 tháng 3 năm 2014.